# زاون گوورگیان
زاون گارگینی گوورگیان (Զավեն Գարեգինի Գևորգյան؛ زادهٔ ۱۷ مهٔ ۱۹۴۲) یک سیاستمدار اهل ارمنستان است که از تاریخ ۲۰۰۰ تا تاریخ ۲۰۰۲ در دولت اول آندرانیک مارگاریان سمت وزیر کشاورزی ارمنستان را برعهده داشت.

## زندگی‌نامه
در ۱۷ مهٔ ۱۹۴۲ در ایروان به دنیا آمد. او در سال ۱۹۶۴ از دانشگاه ملی علوم کشاورزی ارمنستان فارغ‌التحصیل شد.